# Ismaning
Ismaning este o comună din districtul München, regiunea administrativă Bavaria Superioară, landul Bavaria, Germania.

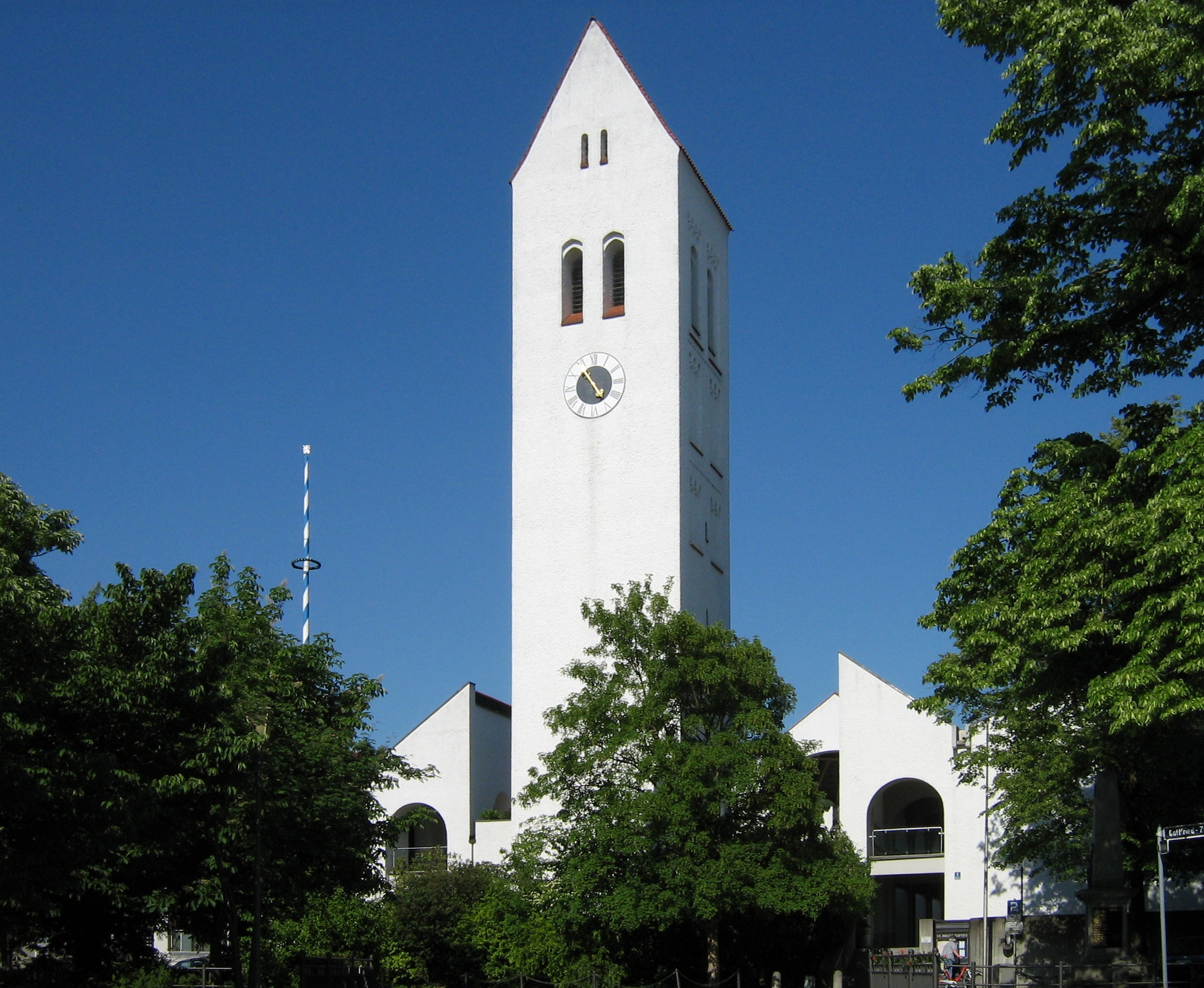
Ismaning
(Biserica St.Johann Baptist)